# Bedat
Der Bedat (auch: Bédat geschrieben) ist ein Fluss in Frankreich, der im Département Puy-de-Dôme in der Region Auvergne-Rhône-Alpes verläuft. Er entspringt an der Gemeindegrenze von Chanat-la-Mouteyre und Orcines, passiert zunächst im Norden die Stadt Clermont-Ferrand, entwässert generell Richtung Nordost und mündet nach rund 26 Kilometern im Gemeindegebiet von Saint-Laure als rechter Nebenfluss in die Morge.

## Orte am Fluss
(Reihenfolge in Fließrichtung)
- Sayat
- Blanzat
- Cébazat
- Gerzat
- Chappes
- Entraigues
- Saint-Laure